# Brividi e polvere con Pelleossa
Brividi e polvere con Pelleossa (Tales from the Cryptkeeper) è una serie televisiva a cartoni animati prodotta da Nelvana.
Si tratta dell'adattamento animato del fumetto statunitense Tales from the Crypt del 1950; lo stesso fumetto era già stato adattato in precedenza con la serie televisiva I racconti della cripta del 1989.

## Trama
Pelleossa (in originale Cryptkeeper, ossia "Custode della cripta") è uno zombie che appare all'inizio di ogni puntata iniziando il suo racconto orrorifico, ricomparendo al termine del racconto per salutare gli spettatori, facendo sadici commenti e ironiche battute. Con l'inizio della seconda stagione, per movimentare le sue scene, furono aggiunti due personaggi: la Vecchia Strega e il pazzo inventore Dottor Tibia (in originale Vault-Keeper, presentatore della serie a fumetti The Vault of Horror). Entrambi hanno il desiderio di soffiare al verde non-morto il ruolo di narratore, quindi irromperanno nello spettacolo disturbando i suoi discorsi e cercando di metterlo fuori gioco, ma alla fine Pelleossa riuscirà quasi sempre a spuntarla.

## Episodi

### Prima stagione (1993)
| n° | Titolo originale                     | Titolo italiano                       | Prima TV USA      | Prima TV Italia |
| --- | ------------------------------------ | ------------------------------------- | ----------------- | --------------- |
| 1 | While the Cat's Away                 | Quando il gatto non c'è               | 18 settembre 1993 | 12 luglio 1995  |
| Due fratelli decidono di rubare in una casa abbandonata senza sapere che Pelleossa ha attivato un mostruoso sistema di sicurezza per occuparsi degli intrusi. |                                      |                                       |                   |                 |
| 2 | Nature                               | Natura                                | 25 settembre 1993 | 13 luglio 1995  |
| Dopo aver tormentato delle formiche durante un picnic, due fratelli sono colpiti da un misterioso raggio che ne riduce le dimensioni costringendoli ad affrontare le sfide e le tribolazioni del mondo degli insetti. |                                      |                                       |                   |                 |
| 3 | Pleasant Screams                     | Piacevoli urla                        | 2 ottobre 1993    | 14 luglio 1995  |
| Un insegnante e una sua allieva si ritrovano intrappolati nelle fantasie di un altro studente da loro tormentato. |                                      |                                       |                   |                 |
| 4 | Gone Fishin' / A Little Body of Work | A pesca / Un lavoretto di carrozzeria | 9 ottobre 1993    | 15 luglio 1995  |
| Nel primo episodio un ragazzo tenta di avvertire suo zio, un pescatore sprecone che i pesci gridano vendetta. Nel secondo episodio, due delinquenti sfidano un ragazzo a una corsa con una Mustang che sta restaurando, un'auto che, all'insaputa di tutti, è dotata di volontà propria. |                                      |                                       |                   |                 |
| 5 | The Works... In Wax                  | Capolavori... di cera                 | 16 ottobre 1993   | 18 luglio 1995  |
| Un ragazzo entra in un museo delle cere le cui statue hanno il potere di trasportare, chi ne viene a contatto, nel loro mondo. |                                      |                                       |                   |                 |
| 6 | The Sleeping Beauty                  | La bella addormentata                 | 23 ottobre 1993   | 1995            |
| Nel Medioevo, il principe spaccone Chuck e il suo scudiero occhialuto Melvin, imbranato ma assennato (nonché suo fratello minore) sono in viaggio per svegliare una principessa caduta in un sonno durato cent'anni. Senza sapere che quella principessa innocente è in realtà un vampiro. |                                      |                                       |                   |                 |
| 7 | Cave Man                             | Il cavernicolo                        | 30 ottobre 1993   | 1995            |
| Un ragazzo, arrabbiato col padre, direttore di un museo di storia naturale, che accusa di trascurarlo per pensare di più al suo lavoro, come ripicca per non essere presente nel giorno del suo compleanno manomette un dispositivo criogenico scongelando quello che c'è al suo interno, ovvero un uomo di Neanderthal. Quando l'ominide si risveglia, è proprio il ragazzino a spiegargli come sono andate le cose in trentamila anni di evoluzione. |                                      |                                       |                   |                 |
| 8 | Hyde and Go Shriek                   | Nascondino al buio                    | 6 novembre 1993   | 1995            |
| Un ragazzino timido e occhialuto è una facile preda per tutti i bulletti della sua scuola. Alcuni di questi, fingendo di aiutarlo a diventare più muscoloso, gli rifilano un tè cinese che, a detta loro, ha delle proprietà fantastiche. Quello che nessuno sa è che, quelle erbe, trasformano anche il più timido e introverso dei ragazzi in un licantropo assetato di sangue.                                                                      |                                      |                                       |                   |                 |
| 9 | Fare Tonight                         | Un'ombra nella notte                  | 13 novembre 1993  | 1995            |
| Mildred e Camille sono amiche per la pelle nonché fan sfegatate di film horror, che amano intavolare discussioni sui loro personaggi preferiti. Camille in particolare è convinta che un vero vampiro si aggiri per il suo quartiere e si porta dietro l'amica per indagare. |                                      |                                       |                   |                 |
| 10 | Gorilla's Paw                        | La zampa del gorilla                  | 20 novembre 1993  | 1995            |
| Un ragazzino è desideroso di entrare nel gruppetto di tre suoi coetanei, e per farlo dovrà rubare qualcosa. La loro attenzione cade su una zampa di legno che venne staccata a un antico idolo raffigurante un gorilla e che si dice abbia il potere di far avverare i desideri di chi la possiede. |                                      |                                       |                   |                 |
| 11 | This Wraps It Up                     | Mistero nel deserto                   | 4 dicembre 1993   | 1995            |
| Durante una gita scolastica in una piramide egizia, una ragazza, che continua a essere vittima di bullismo a causa della sua altezza, deve salvare i suoi compagni di classe dalla maledizione di una mummia. |                                      |                                       |                   |                 |
| 12 | Grounds for Horror                   | Teatro di terrore                     | 11 dicembre 1993  | 1995            |
| 13 | Ghost Ship                           | La nave fantasma                      | 18 dicembre 1993  | 1995            |

### Seconda stagione (1994)
| n° | Titolo originale                                  | Titolo italiano                                   | Prima TV USA      | Prima TV Italia |
| --- | ------------------------------------------------- | ------------------------------------------------- | ----------------- | --------------- |
| 14 | Game Over                                         | Il gioco è finito                                 | 10 settembre 1994 | 1995            |
| 15 | Cold Blood, Warm Heart / The spider and the flies | Sangue freddo, cuori caldi / La ricetta del ragno | 17 settembre 1994 | 28 luglio 1995  |
| 16 | The Avenging Phantom / Myth Conceptions           | Il fantasma vendicatore / La leggenda di Medusa   | 24 settembre 1994 | 1995            |
| 17 | All the Gory Details!                             | Tutti i dettagli in cronaca                       | 1º ottobre 1994   | 1995            |
| 18 | The Weeping Woman                                 | L'orsacchiotto fantasma                           | 8 ottobre 1994    | 1995            |
| 19 | Dead Men Don't Jump!                              | Chi non salta morto è                             | 15 ottobre 1994   | 1995            |
| Dottor Tibia, Pelleeossa e la Vecchia Strega si sfidano ad una gara per decidere chi racconterà la storia della puntata. Dopo che la strega vince grazie alla sua magia, comincia a narrare il racconto di un ragazzo che sfida un demone a basket, mettendo in palio la sua vita. |                                                   |                                                   |                   |                 |
| 20 | The Haunted Mine                                  | La miniera stregata                               | 22 ottobre 1994   | 1995            |
| 21 | Growing Pains                                     | La rosa del mistero                               | 29 ottobre 1994   | 1995            |
| 22 | The Brothers Gruff                                | I fratelli Gruff                                  | 5 novembre 1994   | 1995            |
| 23 | Uncle Harry's Horrible House of Horrors           | La terribile casa degli orrori                    | 22 ottobre 1994   | 1995            |
| 24 | Hunted                                            | La preda                                          | 19 novembre 1994  | 1995            |
| 25 | Chuck (and Melvin) and the Beanstalker            | Il fagiolo magico                                 | 3 dicembre 1994   | 1995            |
| 26 | Transilvania Express                              | Transylvania express                              | 10 dicembre 1994  | 1995            |

### Terza stagione (New Tales from the Cryptkeeper- 1999)
| n° | Titolo originale         | Titolo italiano | Prima TV USA      | Prima TV Italia |
| -- | ------------------------ | --------------- | ----------------- | --------------- |
| 27 | Sharon Sharalike         |                 | 9 settembre 1999  |                 |
| 28 | Imaginary Friend         |                 | 16 settembre 1999 |                 |
| 29 | Waste Not, Haunt Not     |                 | 23 settembre 1999 |                 |
| 30 | Unpopular Mechanics      |                 | 30 settembre 1999 |                 |
| 31 | Competitive Spirit       |                 | 7 ottobre 1999    |                 |
| 32 | Trouble in Store         |                 | 14 ottobre 1999   |                 |
| 33 | So Very Attractive       |                 | 21 ottobre 1999   |                 |
| 34 | Drawn and Quartered      |                 | 28 ottobre 1999   |                 |
| 35 | All Booked Up            |                 | 4 novembre 1999   |                 |
| 36 | Town Gathering           |                 | 11 novembre 1999  |                 |
| 37 | It's for You             |                 | 18 novembre 1999  |                 |
| 38 | Monsters Ate My Homework |                 | 25 novembre 1999  |                 |
| 39 | Too Cool for School      |                 | 2 dicembre 1999   |                 |

## Doppiaggio
Il doppiaggio italiano è stato curato dallo Studio P.V. di Milano sotto la direzione di Lisa Mazzotti e Ivo De Palma e l'assistenza di Patrizia Consoli e Antonia De Angelis. L'adattamento dei dialoghi dell'edizione italiana sono stati effettuati da Francesca Maggioni e Anna Grisoni mentre la traduzione è stata affidata a Vittoria Ponticelli e Elisa Bellia. Il mixing è stato effettuato da Davide Porro e Riccardo Perego, la sincronizzazione da Anna Alati mentre i tecnici audio sono stati Stefano Fumagalli e Alessandro Baldi.
| Personaggio     | Doppiatore originale                                                                          | Doppiatore italiano |
| --------------- | --------------------------------------------------------------------------------------------- | --- |
| Pelleossa       | John Kassir                                                                                   | Pietro Ubaldi |
| Vecchia Strega  | Elizabeth Hanna                                                                               | Caterina Rochira |
| Dottor Tibia    | David Hemblen                                                                                 | Riccardo Lombardo |
| Personaggi vari | John Stocker Barry Flatman August Schellenberg George Buza Noam Zylberman Tabitha St. Germain | Diego Sabre Ivo De Palma Antonio Paiola Felice Invernici Marina Massironi Claudio Moneta Debora Magnaghi Alessandra Karpoff Donatella Fanfani. |